# 鯉城区
鯉城区（りじょう-く）は中華人民共和国福建省泉州市に位置する市轄区。

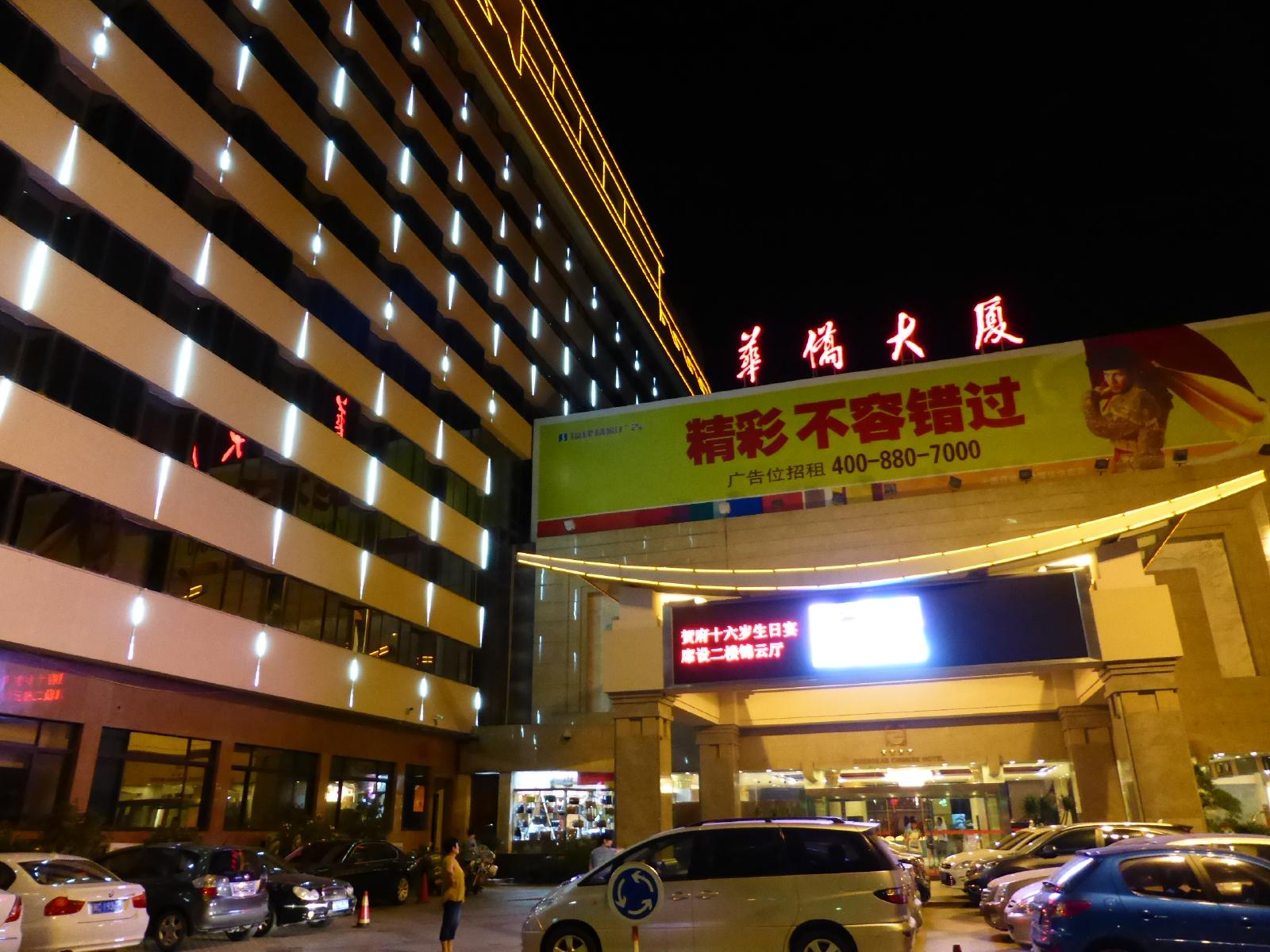
司馬遼太郎も宿泊したことのある泉州華僑大厦

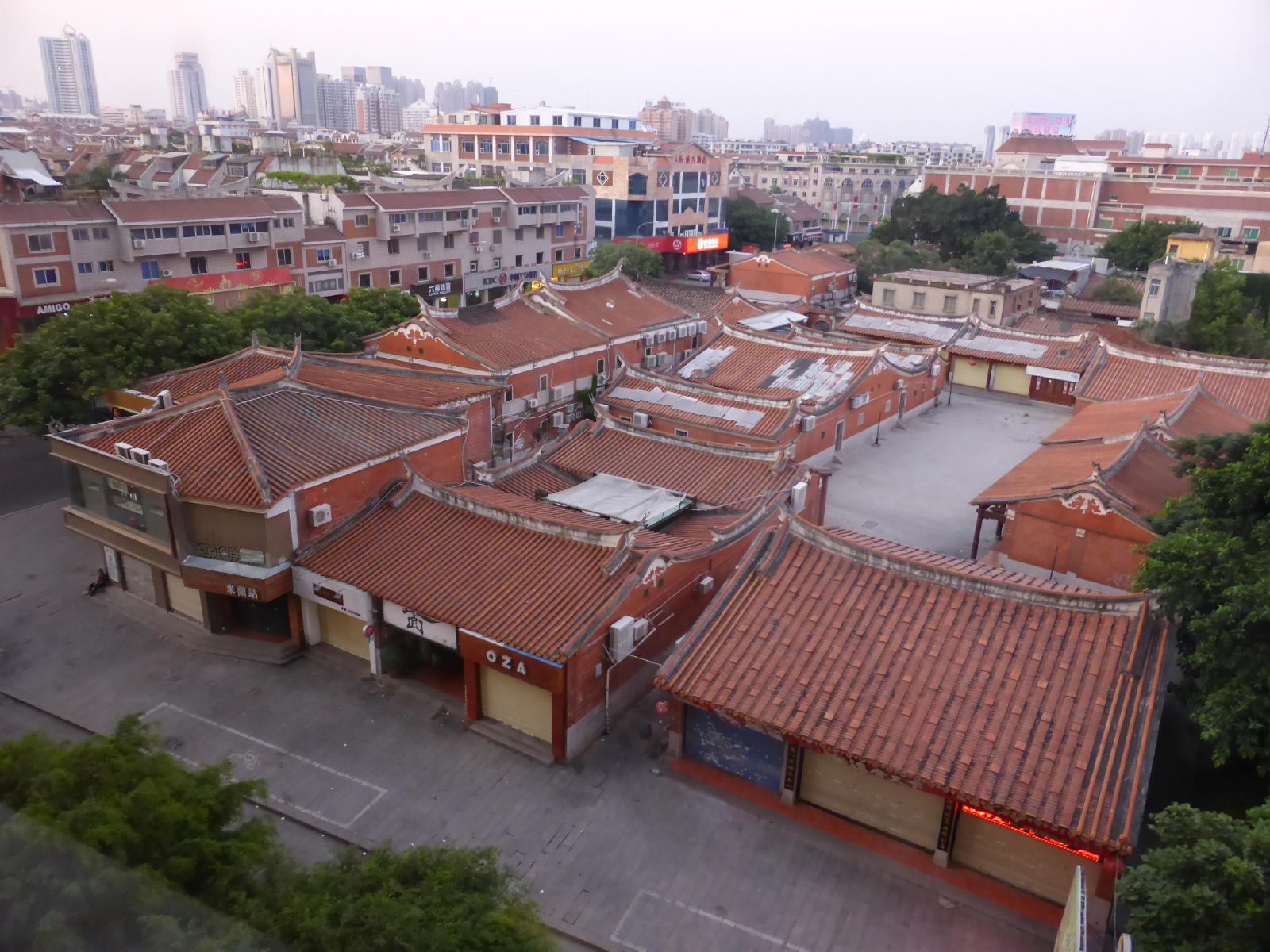
泉州華僑大厦の客室から見た市内

## 歴史
1951年、晋江県城関区及び近郊の8郷に県級市の泉州市が設置された。1986年1月1日、地級市の泉州市が成立した際、県級泉州市は鯉城区と改編された。

## 行政区画
下部に8街道を管轄する
- 海浜街道、臨江街道、鯉中街道、開元街道、浮橋街道、江南街道、金竜街道、常泰街道

## 交通

### 道路
- 高速道路
  -  泉南高速道路